# Округ Харисон (Мисисипи)
Округ Харисон (енгл. Harrison County) је округ у америчкој савезној држави Мисисипи.

## Демографија
По попису из 2010. године број становника је 187.105, што је 2.496 (-1,3%) становника мање него 2000. године.
| Група             | 2000.           | 2010.           |
| Белци             | 136.141 (71,8%) | 125.741 (67,2%) |
| Афроамериканци    | 39.984 (21,1%)  | 41.393 (22,1%)  |
| Азијати           | 4.934 (2,6%)    | 5.322 (2,8%)    |
| Хиспаноамериканци | 4.910 (2,6%)    | 9.937 (5,3%)    |
| Укупно            | 189.601         | 187.105         |